# Caldeira de Yellowstone
Supervolcan de Yellowstone
Pour les articles homonymes, voir Yellowstone (homonymie).
 (septembre 2022).
Si vous disposez d'ouvrages ou d'articles de référence ou si vous connaissez des sites web de qualité traitant du thème abordé ici, merci de compléter l'article en donnant les références utiles à sa vérifiabilité et en les liant à la section « Notes et références ».
La caldeira de Yellowstone est une dépression vaste (85 × 45 km) mais très peu profonde, située dans le parc national de Yellowstone (Wyoming, États-Unis). Elle a été découverte au cours des années 1960 et 1970, lors d'investigations géologiques dirigées par Robert Christiansen, de l'Institut d'études géologiques des États-Unis.
Cette dépression est une caldeira, le résultat de l'effondrement du toit d'une chambre magmatique quand une éruption l'a vidée (pour les caldeiras de grande taille comme celle-ci, il s'agit en général d'une éruption explosive, qui détruit aussi l'édifice volcanique qui surmontait la chambre). La caldeira de Yellowstone résulte de la dernière superéruption, il y a environ 640 000 ans, du volcan de Yellowstone, qualifié de supervolcan. Ce volcan est considéré comme endormi.

## Découverte
Ce n'est qu'à partir des années 1960 que les scientifiques commencent à se rendre compte que dans le parc national de Yellowstone se trouve une formation géologique particulière. Auparavant, la présence notamment de fumerolles était comprise comme un effet visible d'une activité géothermique telle que celles que l'on trouve en Islande. Cependant, après des recherches géologiques, ils se rendent compte qu'il s'agit en réalité d'une caldeira. Une caldeira est une zone plus ou moins arrondie pouvant mesurer plusieurs dizaines de kilomètres, résultant de  l'effondrement d'un volcan sur sa chambre magmatique.
La caldeira se forme généralement à la suite d'une forte éruption explosive, qui disperse violemment et rapidement la partie supérieure de la chambre magmatique provoquant l'effondrement de la croûte terrestre se trouvant au-dessus de celle-ci, incluant le cône volcanique préexistant, quand celui-ci existe. En analysant les carottes prélevées à travers le parc de Yellowstone, les scientifiques arrivent à dater approximativement la dernière éruption. Elle se serait produite il y a environ 640 000 ans et aurait été assez puissante pour recouvrir d'une couche de cendres environ la moitié de ce que l'on appelle aujourd'hui les États-Unis. Les scientifiques ont calculé que la colonne de cendre dégagée par l'explosion a dû s'élever à une altitude de près de 30 kilomètres.

## Géologie
L'histoire géologique du Yellowstone a pu être reconstruite : 
- de −3 milliards à −600 millions d'années, formation des roches les plus anciennes d'Amérique du Nord ;
- de −600 à −75 Ma (millions d'années), une mer inonde périodiquement la région ;
- de −75 à −55 Ma, formation des montagnes Rocheuses ;
- de −55 à −40 Ma, période d'intense activité volcanique, recouvrant notamment la région de lave ;
- de −40 à −2 Ma, plusieurs changements de climat successifs assèchent et réchauffent la région ;
- de −2 Ma à −600 000 ans, des éruptions volcaniques modèlent le paysage. Les géologues distinguent trois cycles d'activité :
  - tuf de Huckleberry Ridge (en), −2,1 Ma, 2 450 km3 de matériaux volcaniques émis, caldeira d'Island Park de 75-95 × 40-60 km ;
  - tuf de Mesa Falls (en), −1,3 Ma, 280 km3 de matériaux volcaniques émis, caldeira (en) de 16 km de diamètre (Henry's Fork Caldera) ;
  - tuf de Lava Creek, −640 000 ans, 1 000 km3 de matériaux volcaniques émis, caldeira de 85 × 45 km (caldeira de Yellowstone proprement dite) ;
- de −640 000 ans à nos jours, plusieurs glaciations se succèdent jusqu'à −8 500 ans, remodelant la surface.

Différentes études sismiques ont permis d'estimer la profondeur à laquelle se trouve le toit de la chambre magmatique de Yellowstone : entre 3 et 8 km. En 2025, une étude systématique commencée en 2020 établit cette profondeur à 3,8 km, et montre que le magma est surmonté d'une fine couche riche en volatils supercritiques (eau, soufre et dioxyde de carbone),.
La caldeira a ainsi été le théâtre de plusieurs éruptions séparées d'environ 600 000 ans. Deux éruptions explosives se sont produites il y a 1,3 et 2,1 millions d'années. Si les trois dernières activités explosives du supervolcan sont représentatives de la récurrence, une reprise d'activité est à prévoir à long terme.

## Risques

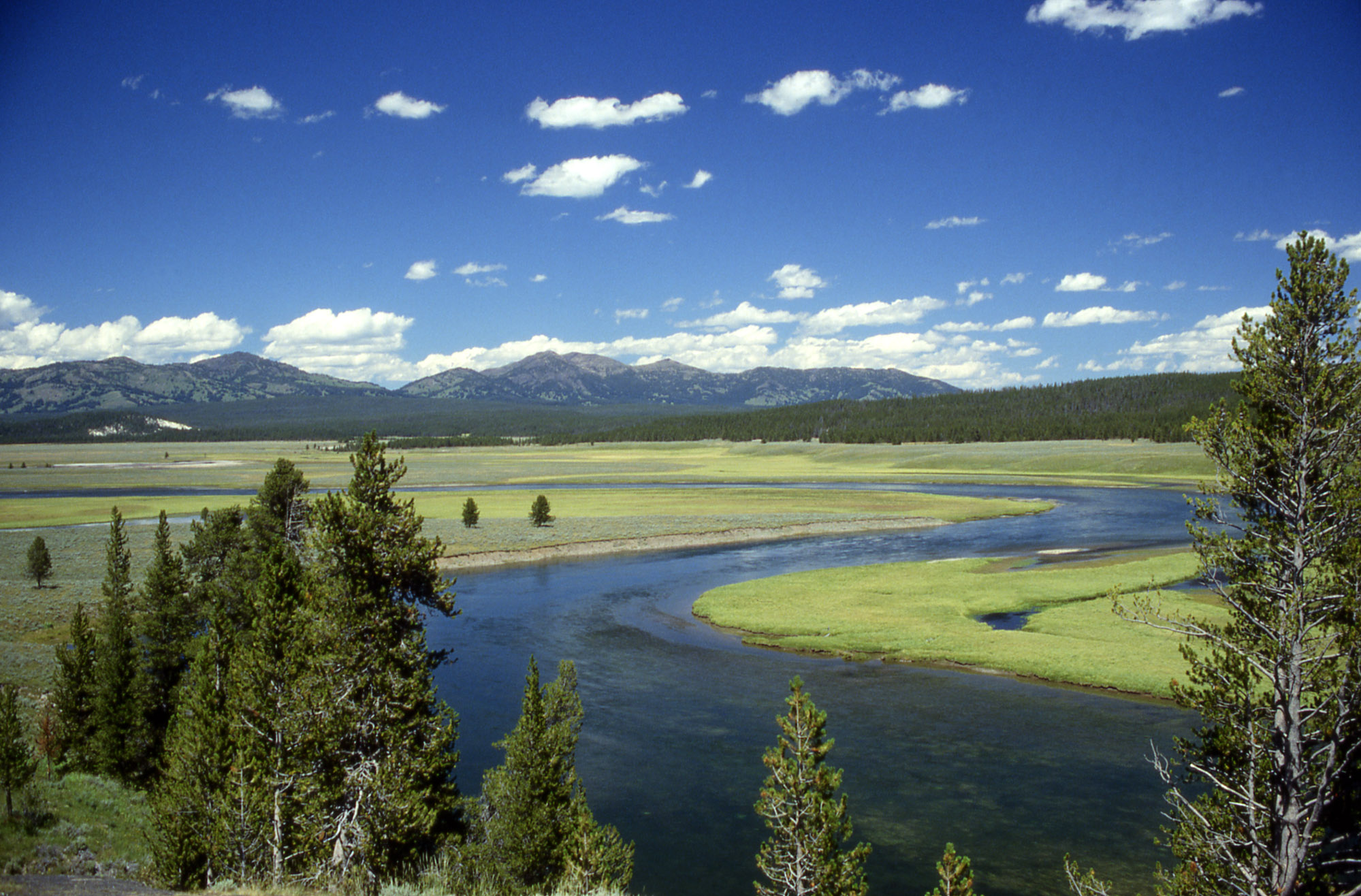
La rivière Yellowstone dans la caldeira.

L'activité de la caldeira se manifeste par différents phénomènes. Des phénomènes de géothermie (geysers, sources d'eau chaude, mares de boue, fumerolles), des séismes plus nombreux que la normale (même s'ils sont généralement suffisamment faibles pour n'être ressentis que par les sismographes), un flux de chaleur plus important que la normale et des déformations du sol. Ces dernières déformations se manifestent de manière spectaculaire. Des lacs situés dans le parc de Yellowstone se sont modifiés dans le sens où l'inclinaison du sol change et modifie les rivages (du côté où le sol se gonfle, les rivages actuels sont exondés et à l'opposé ils sont recouverts). D'une manière plus générale, des observations ont montré de surcroît que la hauteur du centre de la caldeira s'était élevée d'environ 100 centimètres sur une période de 60 ans (entre 1923 et 1985). D'après les spécialistes, cet ensemble de phénomènes est lié à la présence d'une chambre magmatique active au-dessous de la caldeira. Après investigation, il a été déduit que le corps magmatique situé à dix kilomètres seulement sous la surface était le plus grand connu à ce jour. Ce corps magmatique contient à la fois du magma, mais aussi des gaz constituant un ensemble de matière sous pression tendant à soulever la surface du sol se trouvant au-dessus. Le magma est généralement à une température d'environ 1 500 °C, et les roches en dessous de la caldeira sont à 350 °C à environ cinq kilomètres sous la surface, ce qui fait que les roches acquièrent une certaine plasticité.
Ce qui est considéré comme probable par les spécialistes de l'étude de cette caldeira, c'est que le plafond du corps magmatique ne supportera pas indéfiniment un surcroît de pression d'un magma séparé de la surface par une croûte aussi fine et rendue « souple » par la chaleur qu'elle a acquise. Classiquement en géologie et en volcanologie, on peut prévoir la survenue d'un événement brutal à long terme.

### Activité récente

Répartition des cendres de Yellowstone sur les États-Unis : tuf de Huckleberry Ridge, de Mesa Falls et de Lava Creek.

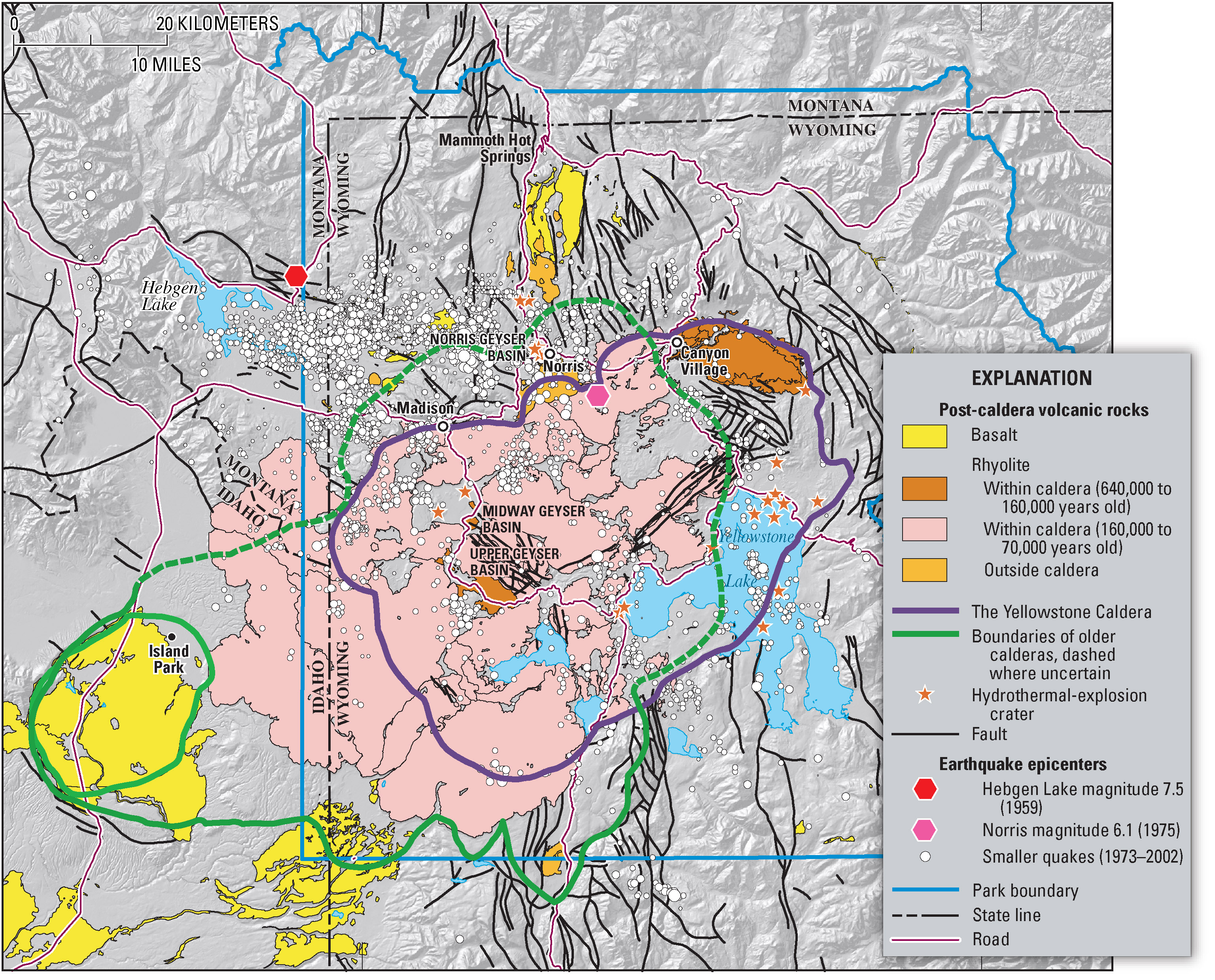
Carte de la caldeira.

Pour les volcans, il est possible de déterminer la libération de l'énergie emmagasinée quelques semaines ou jours avant l'événement, au prix d'une surveillance quotidienne, effectuée notamment à l'aide de réseaux de capteurs, de prélèvements de matières issues de zones actives et d'analyse des constituants des lacs ou fumerolles. À Yellowstone les sources hydrothermales et autres geysers qui font la joie des touristes comme des observateurs plus avisés, sont le résultat de la présence d'un corps magmatique à faible profondeur. Ces phénomènes hydrothermaux résultent en partie du chauffage en profondeur des eaux de pluie et de fonte de la neige qui ont pénétré dans le sol et rencontré dans leur descente des roches chaudes. Cela crée une ou plusieurs réserves de fluides hydrothermaux qui circulent dans les profondeurs du parc. À cela s'ajoutent les fluides issus du dégazage de la chambre magmatique. Néanmoins, ces échappements ne sont pas suffisants pour maintenir la pression constante dans le sol aussi quand il y a un apport magmatique de gaz cela amène la déformation du plancher de la caldeira. Cependant, ces manifestations actuellement visibles ne sont pas les seuls événements libérant l'énergie de cette caldeira. Ainsi, s'est-il produit il y a environ 13 000 ans une éruption hydrothermale, créant un cratère de plus de cinq kilomètres de large près de Mary Bay. Ces éruptions hydrothermales viennent de ce que l'eau surchauffée qui circule dans le sous-sol reste liquide du fait de la pression due au poids des roches sus-jacentes. Quand, par suite d'une fracturation de la roche (par exemple avec un tremblement de terre), il y a dépressurisation, l'eau surchauffée se vaporise instantanément et fait exploser le toit rocheux au-dessus. Ce genre d'explosion se produit à raison de quelques fois par siècle et le plus souvent à de petites échelles.
En plus de ces événements hydrothermaux, de plus petites éruptions volcaniques avec des émissions de lave et de cendres se sont produites, en relation probablement avec la fin du dégazage de la chambre magmatique issue de la dernière éruption. D'abord, des émissions de basalte entre -640 000 et -110 000 ans et vingt flots rhyolithiques entre -160 000 et -70 000 ans pour un volume total émis de 1 000 km3. Des émissions de ce type ont contribué à modifier l'aspect de la vieille caldeira depuis la dernière éruption majeure. Outre ces signes spectaculaires du volcanisme local, une activité sismique discrète, due à la déformation du sol et à la circulation continuelle des fluides hydrothermaux qui provoquent la fracturation incessante du sous-sol, est enregistrée dans le parc. Si celle-ci est relativement faible en termes de magnitude, elle est par contre fréquente. L'ensemble des relevés réalisés par les scientifiques est d'une importance capitale. Ils permettent en effet de dresser des cartes des lieux, de déterminer sans délai toutes déformations ou mouvement des lignes de fracture. Grâce à cette surveillance et en recoupant les informations liées aux enregistrements au travers du parc du temps d'arrivée des différents types d'ondes sismiques, on a pu déterminer que le corps magmatique est constitué de deux lobes qui sont connectés entre eux à dix kilomètres sous les deux dômes résurgents de la caldeira, deux lobes dont la racine commune se trouve à environ vingt kilomètres de profondeur. Ces deux lobes sont surmontés d'une zone entre cinq et dix kilomètres de profondeur que les scientifiques pensent être saturée en gaz et en fluides hydrothermaux et qui est située sous la marge nord-ouest de la caldeira. Les relevés suggèrent que le volume de ce corps magmatique de rhyolite et de basalte est d'au moins 15 000 km3 mais qu'il est pour l'essentiel cristallisé et qu'il n'y a que 10 à 15 % du volume qui demeure encore fondu. Ce volume serait suffisant pour alimenter une éruption d'intensité 8 sur l'échelle VEI mais encore faudrait-il qu'il soit rassemblé au sommet du corps magmatique et non pas dispersé à travers le corps magmatique et qu'il contienne suffisamment de gaz dissous pour devenir éruptif. En effet, les petites éruptions postérieures à la formation de la caldeira correspondent selon toute probabilité, comme cela a déjà été mentionné, à la fin du dégazage du corps magmatique impliqué dans la dernière éruption majeure, l'essentiel de la pression ayant été relâchée durant celle-ci. Y a-t-il accumulation de magma frais ou les manifestations en surface sont-elles le fruit de la cristallisation du corps magmatique ? Il est pour le moment impossible de savoir où en est la caldeira. Les géologues savent que le plancher de la caldeira a connu dans le passé une série de gonflements et de subsidences d'une amplitude de deux mètres. On pourrait penser que ces phases de gonflement et de subsidence correspondent successivement à des phases d'accumulation de pression dues au dégazage du corps magmatique à la suite de petits apports et de la montée plus ou moins périodique de basalte dans la chambre magmatique, puis de subsidence à la suite du refroidissement et de la chute au sein de la chambre ou de la croûte terrestre de ces petits volumes de basalte.
Depuis le début des mesures dans les années 1920, la caldeira a connu un gonflement d'environ 100 centimètres jusqu'en 1985, puis entre 1985 et 1995, une subsidence de 20 centimètres. À partir de 1996, une région centrée sur le bassin hydrothermal de Norris a connu une surrection de 12 centimètres pendant que le reste de la caldeira connaissait une subsidence de 3 centimètres jusqu'en 2002-2003. Puis entre 2004 et 2006, la partie Nord-Ouest de la caldeira qui avait gonflé a connu une subsidence de 8 centimètres, pendant que la partie centrale de la caldeira a connu un gonflement de 16 centimètres jusqu'à aujourd'hui et qui continue encore. Wicks et col, attribuent par exemple les mouvements entre 1995 et 2003 au transfert souterrain d'une quantité de magma de 0,05 à 0,1 km3 depuis l'intérieur de la caldeira vers l'extérieur dans un mouvement de descente; la petite quantité de magma transféré ayant perdu de la chaleur au profit du système hydrothermal au sein de la caldeira et étant devenu plus dense en sortant. La caldeira est donc active et du magma circule probablement en dessous.

### Séisme de 2014
Le 30 mars 2014, un séisme de magnitude 4.8 sur l'échelle de Richter a été ressenti. Il s'agit du plus fort tremblement de terre sur le site depuis 1980.

### Année 2022
En juin 2022, Seismological Society of America (en), des précipitations sans précédent ont provoqué d’importantes inondations, des glissements de terrain et des coulées de boue dans le parc national de Yellowstone,.